# Каселтон (Северна Дакота)
Каселтон (енгл. Casselton) град је у америчкој савезној држави Северна Дакота.

## Демографија
По попису из 2010. године број становника је 2.329, што је 474 (25,6%) становника више него 2000. године.
| Група             | 2000.         | 2010.         |
| Белци             | 1.820 (98,1%) | 2.230 (95,7%) |
| Афроамериканци    | 3 (0,2%)      | 2 (0,1%)      |
| Азијати           | 3 (0,2%)      | 2 (0,1%)      |
| Хиспаноамериканци | 9 (0,5%)      | 57 (2,4%)     |
| Укупно            | 1.855         | 2.329         |